# Super Mario Maker
Super Mario MakerSūpā Mario Mēkā (スーパーマリオメーカー), anteriorment anomenat Mario Maker (マリオメーカー, Mario Mēkā), és un videojoc de creació de nivells basat en la sèrie Super Mario que va publicar Nintendo el setembre de 2015 coincidint amb el trentè aniversari del llançament de Super Mario Bros. (NES) anunciat a l'E³ del 10 de juny de 2014. Els jugadors poden crear i jugar nivells propis i d'altres jugadors compartits en línia. En va sortir un port per a la Nintendo 3DS el desembre de 2016, i una seqüela, Super Mario Maker 2, per a la Nintendo Switch, el juny del 2019. Nintendo va aturar la possibilitat de pujar-hi nous nivells a la plataforma el 31 de març de 2021 i va retirar tant el joc de la eShop com el portal web "Super Mario Maker Bookmark" el gener del 2021.

## Jugabilitat

### Creació de nivells

Una mostra del repertori d'eines per a Super Mario Maker.

A més de l'addició d'elements i enemics clàssics de la manera desitjada a l'escena per tractar de les creacions del jugador després de la pràctica, encara es poden veure les etapes amb gràfics de Super Mario Bros. (NES, 1987), Super Mario Bros. 3 (NES, 1991), Super Mario World (SNES, 1993) i de New Super Mario Bros. U (Wii U, 2012). També té alguns power-ups alterats, com un Super Mushroom més prim del que és habitual que fa Mario per evolucionar en la seva forma de Super Mario, però també fa més prima. Takashi Tezuka va assegurar que tindria altres estils gràfics que no fossin relacionats amb la saga Mario, que potser es podrien afegir fins i tot els temes musicals i que els nivells resultants es podrien compartir per Miiverse. Al principi, els usuaris tindran a disposició només una petita varietat d'ítems per utilitzar-se al mode Create, però després de cinc minuts jugant, nous ítems seran alliberats, i molts altres seran afegits als dies següents, portant noves i agradables sorpreses als aspirants a dissenyadors.
Tot i que la recreació és principalment fidel, hi ha algunes diferències menors en els dos estils. Per exemple: en el joc original de Super Mario Bros., els muntacàrregues podrien no ser saltats a través de sota, encara que sí amb New Super Mario Bros. U. Tampoc és possible muntar sobre un Lakitu en Super Mario Bros., ni per aparèixer Goombas petits saltant sobre uns de grans. A més, es pot editar el nivell enmig del moment en què s'està provant, encara que el temps tornarà al seu original, com si tornés a començar a provar-lo. També és possible triar quin ítem o enemic ha de sortir pels canons.
Temes tradicionals en la sèrie de Mario, diversos enemics, blocs i certs articles que no apareixen en certs estils, com l'Helikoopa, es poden utilitzar en els quatre estils, amb nous actius fets per fer-los encaixar als respectius jocs. No obstant això, certs elements de joc, com ara saltar la paret, saltar la volta, alguns power-ups-jocs exclusius, com la Cape Feather, i els objectius de nivell extrem, es troben actualment exclusiu sobre els seus respectius estils.
A vegades un mosquit passeja a través de la pantalla. Si es prem aquest mosquit apareix el minijoc mata-mosques de Mario Paint, "Fly Swatter" (anteriorment "Gnat Attack"). L'objectiu d'aquest minijoc és utilitzar l'stylus per derrotar un nombre específic de mosques en trenta segons, per aleshores tenir l'oportunitat d'enfrontar-se a l'enorme mosca Watinga i avançar de nivell. En cas que ja vulgui deixar de jugar, és possible tornar al menú de creació de Super Mario Maker en qualsevol moment prement la icona groga al costat superior dret de la pantalla per així utilitzar un poderós insecticida. A més, el logotip del joc és similar a la pantalla de títol del joc Mario Paint, on també té ous de pasqua referent a les zones a les que es toca. A la interfície apareixen les icones d'una granota (per afegir efectes sonors), d'un gos (que fa tornar enrere el que es fa) d'un robot (per desar el procés), d'un coet (per eliminar-ho tot) i d'una goma (que esborra).
Es poden incloure variats efectes sonors de jocs Mario en els seus nivells (mitjançant la icona de granota), com per exemple focs artificials sortint de tubs, i en Mario rebent calorosos aplaudiments batent blocs d'interrogació. També serà possible crear els seus propis efectes sonors utilitzant el micròfon del Wii U GamePad. Després, és possible inserir els efectes creats a diferents punts dels nivells nivells per aconseguir les més variades sonoritats, incloent músiques senceres. Quan en Mario passi per aquest punt específic, el so serà activat, i depenent de l'efecte utilitzat i del moment en què sigui accionat, és possible generar situacions ben divertides i inesperades. Molts d'aquests efectes sonors són també acompanyats per efectes visuals corresponents. Alguns d'aquests sons són un gemec estrany, un crit de dolor, una rialla, un so de pedres rodant muntanya avall, un so de "consagració", samba i una veu de papagai. Aquesta funcionalitat va més enllà quan es toquen les Jump Blocks amb el llapis, que es transformen en "Music Blocks", en què cada vegada que en Mario els toca, una nota musical diferent és alliberada.
A més de poder fer nivells auto-scrolling, els jugadors poden escollir entre tres nivells de velocitat: tortuga (la pantalla es mou lenta), llebre (la pantalla es mou una mica més ràpid) o lleopard (la pantalla es mou amb molta rapidesa). El joc inclou un tutorial inicial que presenta Mashiko.
El joc inclou 100 nivells pre-creats per desenvolupadors de Nintendo. S'hi poden desar fins a 120 nivells.
Per aconseguir crear seqüències de salts possibles de ser executades, és necessari que doni alguns salts en les més variades distàncies amb en Mario; al tornar a la pantalla d'edició seran exhibides diverses ombres d'en Mario mostrant la trajectòria exacta d'aquests alts.

### Objectes utilitzables
Els bolets i la majoria dels enemics poden muntar a la part superior d'altres objectes i reboten en trampolins. Els enemics poden tenir ales s'afegeixen a ells, el que en el cas de Goombas i Koopa Troopas, fa que es vegin i actuïn com els seus familiars variacions "Para". Koopas Vermells poden ser generats sacsejant un verd Koopa estàndard fins que es torna vermell.
| Objectes | Power-ups | Enemics | Fons                                                                           |
| --- | --- | --- | ------------------------------------------------------------------------------ |
| - Blocs de maó - Bloc giratori (només a la vista de Super Mario World) - Bloc ? (excepte a la vista de Super Mario World)* - Bloc sòlid* - Bloc de gel - Bloc de salt - Bloc ? invisible**** - Terra - Terra (sòlid de dalt) - Plataforma de xampinyó - Blocs/plataformes de núvol - Tubs - Trampolí*** - Plataforma - Plataformes que es cauen si en Mario s'hi fica - Monedes***/**** - Tanques - Bloc rosquilla* - Bloc POW - Cintes transportadores - Planta enfiladissa*** - Interruptor P*** - Portes - Canoes d'esquelets - Raïls - Senyals - Banderes (només a les vistes de Super Mario Bros. i New Super Mario Bros. U) - Final de nivell (només a la vista de Super Mario Bros. 3) - Porta gegant (només a la vista de Super Mario World) - Ponts de cap - Falç - Puntes - Foc que produeix en Bowser - Koopa Clown Car - Ales - Parets - Núvol del Lakitu*** | - Tots els estils: - Super Mushroom (torna en Mario a Super Mario per trencar blocs de maó i sobreviu a un cop dels enemics i es poden trobar altres blocs ?)*/*** - Flor de Foc (permet llançar boles de foc als enemics per matar-los)*/*** - Estrella (permet ser invencible durant uns segons)*/***/***** - Xampinyó 1-Up - Barret espinós (de Spiny o de Buzzy Beetle) - Exclusiu de Super Mario Bros.: - Xampinyó Misteriós (s'executa tocant un amiibo, que transforma en Mario en una versió 8-bit d'aquest)*** - Luigi Mushroom (torna a en Mario a una mena de Super Mario però més prim) - Gran Xampinyó (fa en Mario si es prem un amiibo dels 30 anys) - Exclusiu de Super Mario Bros. 3: - Super Fulla (permet sobrevolar els escenaris) - Exclusiu de Super Mario World: - Ploma (permet volar) - Exclusiu de New Super Mario Bros. U: - Xampinyó Helicòpter (permet enlairar-se durant uns segons) - Semi-exclusiu: - Sabata Goomba (permet passar per terrenys punxeguts; també està disponible la versió de tacons a part de la normal) (exclusiu de Super Mario Bros. i Super Mario Bros. 3) - Ou de Yoshi (fa aparèixer un Yoshi) (exclusiu de Super Mario World i New Super Mario Bros. U) | - Chomp Cadenes**/***/****/***** - Goomba (Galoombas a la vista de Super Mario World)*/**/***/*****/******* - Koopa Troopas (Koopa de platja a la vista de Super Mario World)*/**/***/***** - Hammer Bros.*/***/*****/****** - Sledge Brothers - Piranha Plant*/**/***/*****/****** - Piranha Plants saltadores (només a la vista de Super Mario World) - Piranha Plant de foc (dins tubs) - Buzzy Beetles*/**/***/******* - Spike Top**/*** - Lakitu* - Spinys*/**/***/****/***** - Blooper*/**/***/***** - Floruga*/**/***/****** - Llançador de Bullet Bill (ítems o altres enemics) (la mida es pot ajustar)/*****/****** - Canons** - Canons vermells - Thwomp*/**/***** - Boles de foc - Motors espacials - Bull's-Eye Bills - Cheep-Cheep*/***/**** - Boo*/**/***/****/***** - Boos circulars - Bob-ombs*/**/***/***** - Bowser**/*****/****** - Bowser Jr. - Bombolles de lava**/*** - Helikoopa - Serres/**** - Tortopo**/***/****** - Magikoopa**/***** - Monty Mole***** - Stretch - Dry Bones**/***/***** - Munchers** - Fish Bones*/** | - Sobreterra - Sotaterra - Aquàtic - Castell - Casa Fantasma - Vaixell volador |
| *Element al qual se li poden afegir ales. **Personatges que es poden crear arrossegant Super Xampinyons. ***Ítems que es poden arrossegar a Bill Blasters, Lakitus, Warp Pipes i ? Blocks. ****Ítems que es poden crear arrossegant-hi raïls. *****Objectes que es poden arrossegar a Helikoopas. ******Objectes que es poden arrossegar a núvols de Lakitu (exceptuant en Mario). *******Enemics que es poden muntar a una sabata de Goomba. | | |                                                                                |

### Compartiment de nivells

Un exemple de pàgina de detalls d'un nivell basat en New Super Mario Bros. U, que es pot trobar per la comunitat en línia del joc.

És possible pujar els nivells i descarregar-ne d'altres a Super Mario Maker, i veure un rànquing dels millors.
Els usuaris poden pujar els seus propis nivells a la xarxa social Miiverse. No és possible pujar, per exemple, etapes impossibles de resoldre, ja que abans d'enviar-les, el creador o creadors necessiten completar-lo primer. La dificultat de cada etapa compartida s'ajustarà d'acord amb el nombre de persones que van aconseguir completar-la, és a dir, com més persones han completat certa etapa, més fàcil serà considerada.
Els creadors sabran quanta gent juga les seves etapes, i també hi haurà un sistema de recerca basat en criteris com la dificultat, data de càrrega, la ubicació, les etapes que es van destacar per Nintendo, i "etapes futures". Abans de triar un nivell, es pot veure la taxa de terminació, i fins i tot donar una visió global del curs per tenir una idea del que t'espera .Val la pena assenyalar que els creadors poden donar noms a totes les etapes servents.
S'inclou la capacitat de veure els llocs exactes on altres persones moren en cada etapa, que seran marcats per globus blancs amb la lletra "X" en vermell. A més, vostè pot deixar comentaris sobre les etapes,amb l'opció de llegir els comentaris d'altres usuaris pot desactivar o configurar perquè apareguin només a la pantalla del televisor si només s'està jugant per Wii U GamePad. Si et va agradar l'escenari fet per algú, pot seguir a aquesta persona i saber de forma automàtica cada vegada que pugen nous nivells.
Els usuaris poden reportar els nivels si és necessari.
Els nivells compartits pels usuaris de Super Mario Maker no tindran la seva dificultat determinada només per la quantitat de vegades que les persones han aconseguit acabar-lo, però també per la mateixa Nintendo. El sistema funciona així: tot nivell que es comparteixi, serà degudament analitzat per moderadors de Nintendo, que establiran el nivell de dificultat apropiat per a ell abans de col·locar-lo a disposició d'altres usuaris.
Al principi només es podran pujar deu nivells, però aquest límit podrà ser augmentat d'acord amb la quantitat d'aprovacions obtingudes per les seves creacions. D'altra banda, els nivells menys populars acabaran essent eliminats dels servidors amb el pas del temps. Un altre detall és que tots els efectes sonors inserits en un nivell que han estat gravats pel jugador seran substituïts per una veu de papagai quan es comparteixin amb altres usuaris del joc, certament per evitar que, al baixar algun nivell aleatori, es trobi amb eventuals "obscenitats" i afins agravades per algun usuari graciós.

### Altres modes
- 100-Mario Challenge: En aquest mode de joc, cal creuar vuit o setze etapes en seqüència amb un límit de 100 vides, amb la possibilitat de guardar el teu progrés entre fases i sortir del mode en qualsevol moment que desitgi. Totes les etapes jugades en aquest mode són elegits entre les presentacions realitzades per altres usuaris de Super Mario Maker de tot el món, És a dir, es renova constantment. El premi per a cada temps per completar la manera 100-Mario Challenge és un nou Costume Mario; més de 100 vestits de personatges de Nintendo poden ser desbloquejats.[16][9]
- Courses: Aquí es pot veure una àmplia selecció d'etapes, que inclou tant els creats per vostè i altres usuaris de tot el món. Es pot filtrar la visualització d'aquestes etapes amb opcions com ara Featured (destacat), Highly Ranked (nivells millor avaluats) i Up & Coming Courses (etapes futures). El motor de cerca també inclou característiques com Location (ubicació), Time Period (temps) i Difficult (dificultat). Per pujar una etapa, vostè ha d'haver fet el mateix, a continuació, donar-li un nom, i després afegir-lo a la Miiverse, la qual cosa generarà un lloc; el codi d'identificació generat per aquest post fa que sigui fàcil de cercar l'escenari dins del joc.[16]
- Makers: Un rànquing de creadors basa en el nombre d'aprovacions que s'obtenen en la setmana i en general, però es pot veure només els creadors d'algunes regions es mostra aquí. Escollint el perfil d'un creador, es pot veure totes les etapes que ja ha creat, que van aprovar, quants desafiaments que el 100-Mario Challenge ha arribat fins ara, i totes les etapes que han jugat; també pot seguir creadors a ser informats de les seves noves activitats a següent secció fabricants del menú. El seu perfil també mostra la mateixa informació, i se li notificarà cada vegada que algú juga una etapa d'ella, o quan Nintendo té notícies per compartir sobre Super Mario Maker.[16]
- 10-Mario Challenge: Igual que el 100-Mario Challenge, aquí s'ha d'anar a través de vuit etapes en seqüència per alliberar les etapes de mostra més de seixanta creats pel personal de Nintendo.[16]
- El joc conté un manual electrònic presentat per Mashiko (Mary O. a Amèrica) amb diversos vídeos i instruccions per al joc. Inclou una opció per inserir-hi codis que desbloquegen altres vídeos secrets relacionats amb els desenvolupadors originals de Super Mario Bros..[27][28]

### Compatibilitat amb amiibo
Utilitzant certes figures amiibo serà possible habilitar transformacions d'en Mario en personatges com Link, entrenadora de Wii Fit, Luigi, Yoshi i moltes altres figures que seran revelades al futur, amb els "Mystery Suits". Les habilitats característiques d'aquests personatges no seran utilitzades, només els sons i animacions. Depenent de si s'utilitza una figura o una carta amiibo el personatge desbloquejat té un diferent disseny. A més, unes figures especials del 30è aniversari fan en Mario gran amb el Super Xampinyó que desbloquegen.
Els jugadors poden habilitar més de 99 personatges diferents a Super Mario Maker utilitzant figures específiques, incloent Pokémon, Chibi-Robo i alguns cartons amiibo d'Animal Crossing (Tom Nook, K.K. Slider, Resetti, Rover, Timmy & Tommy Nook, Blathers, Mabel, Kappa, Celeste, Kicks, Isabelle, Digby, Cyrus, Reese i Lottie). Per qui vulgui desbloquejar aquests personatges sense utilitzar els amiibo, fa falta concloure el mode 100-Mario Challenge.
La versió Inkling Girl de Mario pot també transformar-se en un Inkling Squid (pop) aplanat que pot saltar plataformes; a més, a l'entrar en nivell aquàtics com a Inkling Girl (i probablement també amb l'Inkling Boy) el jugador també controla en realitat Inkling Squid.

## Actualitzacions
Versió 1.01 (llançada el 10 de setembre de 2015) (ocupa 201 MB)
Afegeix al joc una escena que ensenya a crear nivells, condicions per augmentar el nombre d'ítems disponibles a l'editor de fases i diversos canvis per millorar l'experiència de jugabilitat. Ara en comptes d'esperar nou dies els continguts extres són alliberats a cada 15 minuts gastats en el mode de creció de nivells, és a dir, en dues hores ja es tindran totes les eines d'edició de nivells disponibles. També afegeix un petit ou de pasqua.
Versió 1.10 (llançada el 24 de setembre de 2015) (ocupa 223 MB)
El comunicat oficial sobre aquesta actualització diu que "ajustos menors s'han dut a terme per proporcionar una experiència més satisfactòria amb el joc".
Versió 1.20 (llançada el 4 de novembre de 2015) (ocupa 357,5 MB)
- S'afegeix la Checkpoint Flag, que permet als jugadors posicionar una petita banderola en un determinat punt dels seus nivells per a funcionar com a marcador de pantalla. Per aconseguir aquest element, n'hi ha prou en arrossegar (amb el llapis) l'objecte d'edició que té el senyal de la fletxa. Segons Nintendo, els nivells ja creats i enviats poden ser editats i reenviats perquè els creadors puguin afegir el recurs si ho desitgen. Els jugadors hauran de travessar el seu nivell a partir del checkpoint perquè es pugui compartir en línia, és a dir, no es pot posicionar la banderola a un munt de punxes o a altres tipus de llocs fatals.
- Una altra novetat involucra la utilització de power-ups depenent de l'estat d'en Mario. Per exemple, al col·locar els ítems Super Mushroom i Fire Flower dins un Bloc d'Interrogació, apareixerà un Super Mushroom si és en un estat menor, o una Fire Flower si ja és en un estat major.
- Aquesta actualització també afegirà dues noves seccions al Course World, lloc on és possible conèixer i jugar els més de tres milions de nivells creats per usuaris de Super Mario Maker al voltant del món.
  - La secció "Event Courses" portarà nivells fets per companys de Nintendo, i un dels primers nivells disponibles en aquesta àrea és "Ship Love", guanyadora de l'esdeveniment hackató realitzat amb empresaris de Facebook el juliol. Una mica més tard de l'actualització, els jugadors van poder baixar el difícil nivell que va formar part del desafiament Omegathon a l'esdeveniment PAX Prime de Seattle realitzat a finals d'agost. La Gran N garanteix també que nous nivells de "Event Courses" seran llançats regularment.
  - Els nivells afegits amb l'actualització són Tri Force Heroes (allibera el Costume Mario de Totem Link), Arino Maker (allibera el Costume Mario d'Arino Kacho), Arino Maker Returns (allibera el Costume Mario d'Arino Kacho), New! Arino Maker (allibera el Costume Mario d'Arino Kacho), Super Bakarhythm Land i Ship Love.[38]
  - Serà inaugurada també la secció "Official Makers", que contindrà nivells especialment seleccionats, incloent alguns creats per la mateixa Nintendo. Els creadors afegits al principi han estat Mashiko, Yamamura, Undodog, Bowser, Coursebot, Mr. Eraser, Budgie i Soundfrong.[38] Alguns dels creadors del mode Official Makers permet jugar a múltiples nivells diferents.[38]
- Finalment, serà possible jugar una versió més desafiant del minijoc mata-mosques Gnat Attack, que es pot comprovar sacsejant bastant a l'enemic Muncher.
- Inclou un sistema d'amuntegar ítems a Blocs d'Interrogació.[38]
- Inclou un ou de Pasqua de l'ítem del tub.[38]

Altres ajustos menors per millorar l'experiència dels jugadors, així com resolució de glithches.
En una entrevista a US Gamer, el productor Takashi Tezuka i els co-directors Yosuke Oshina i Yoshikazu Yamashita van revelar que ells van pensar a implementar la bandera de meitat de nivell però no van aconseguir-ho, però deguda la massiva demanda van aconseguir ficar-lo. També van explicar que el fet d'apilar ítems a un mateix bloc es deu a una petició d'un empresari de Nintendo del Japó anomenat Sr. Nakago, així com que ells estaran atents a qualsevol altra funció que es demani però no prometen que s'acabin implementant totes. Finalment han estat preguntats sobre si hi haurà altres jocs "Maker"; segons Tezuka un "Zelda Maker" podria no ser accessible i divertit per a jugar-se.
Versió 1.21 (llançada el 13 de novembre de 2015)
Segons el comunicat oficial, aquesta actualització serveix per deixar l'experiència dels usuaris encara més agradable i fluida.
Versió 1.30 (llançada el 22 de desembre de 2015)
- Afegeix la possibilitat de col·locar elements com el Bumper (una boia de busseig rodona obtinguda a l'agitar un Grinder), la Warp P Door (que insereix portes de transport als nivells que només es poden obrir al pressionar un botó P-Switch; aquest ítem pot ser obtingut sacsejant la Warp Door) i el Fire Clown Car (un vehicle volador que tira boles de foc; s'ha de cacsejar el Clown Car normal).[43]
- Afegeix l'enllaç amb el portal online Super Mario Maker Bookmark, que permet realitzar recerques més detallades de nivells.
- Els usuaris no podran utilitzar més les paraules "Like", "Yeah!" o el símbol "★" als noms dels seus nivells.
- "World Record" (el jugador que hagi acabat el nivell més ràpid) i "First Clear" (el primer jugador a completar el nivell) seran llistats a cada nivell.
- Per als nivells que s'hagin publicat abans de l'actualització 1.30, només "World Record" (el jugador que hagi acabat el nivell més ràpid) serà exhibit.
- Són realitzats ajustos per proporcionar una experiència de joc més plaent.

Versió 1.31 (llançada el 29 de desembre de 2015)
Segons el comunicat oficial, aquesta actualització serveix per deixar l'experiència dels usuaris encara més agradable i fluida.
Versió 1.32 (llançada el 29 de gener de 2016) [ocupa 298 MB]
Amb l'objectiu de solucionar un error de programació no mencionat oficialemnt, però que segons uns usuaris podria haver perjudicat greument a la comunitat online del joc. L'actualització va sortir després d'un període de manteniment que va durar 24 hores, segurament a caixa d'això.
Versió 1.40 (llançada el 9 de març de 2016) [ocupa 361 MB]
Tres nous ítems són afegits: Skewers (sacsejant un Thwomp amb el llapis), Keys (sacsejant un interruptor P) i Pink Coins; a més d'això, al sacsejar dos cops l'ítem de la porta, s'habilita una porta amb clau que només pot ser oberta amb una Key (clau), permetent inserir batalles contra caps obligatòries als nivells.
Les Pink Coins, o monedes roses, poden ser utilitzades en grups de cinc, i totes han de ser recollides perquè es pugui concloure un nivell, permetent encara més les possibilitats de creació per als jugadors. També s'afegeix la dificultat Super Expert al mode 100-Mario Challenge, on l'objectiu és passar sis nivells extremadament difícils per alliberar nous Costume Mario.
Finalment, el portal Super Mario Maker Bookmark també és actualitzat el 9 de març, oferint més opcions de rànquings, com una exhibició dels primers usuaris que han completat un determinat nivell.
Versió 1.41 (llançada el 18 de març de 2016) [ocupa 362 MB]
Segons el comunicat oficial, aquesta actualització serveix per deixar l'experiència dels usuaris encara més agradable i fluida.
Versió 1.42 (llançada el 7 d'abril de 2016) [ocupa 354 MB]
Segons el comunicat oficial, aquesta actualització serveix per deixar l'experiència dels usuaris encara més agradable i fluida.
Versió 1.43 (llançada el 20 de maig de 2016) [ocupa 324 MB]
- La llista de Star Ranking a la Course World s'ha alterat de manera que ensenyi els nivells que han rebut el major nombre d'estrelles relatiu al nombre de persones que els ha jugat.
- Abans, quan es buscava per nivells a la llista Star Ranking, els resultats podien ser configurats per a "Weekly" ("setmanal") i "All-Time" ("general") però ara seran limitats a l'opció "All-Time".
- La dificultat "Super Expert" s'ha afegit als filtres de dificultat mentre se cerquen nivells.
- Aquesta actualització (ver 1.43) s'ha de baixar i instal·lar per utilitzar els recursos d'internet de Super Mario Maker.

Versió 1.44 (llançada el 22 de juliol de 2016) [ocupa 377 MB]
Amb aquesta versió, les estrelles ja no es poden oferir per a qui publica comentaris mentre està jugant a un nivell o després de concloure'l. A més, Nintendo ha canviat les condicions necessàries perquè apareguin gnats (mosques) a la pantalla del joc. També s'han dut a terme millores per millorar l'experiència i la diversió dels jugadors.
Versió 1.45 (llançada l'1 de desembre de 2016) [ocupa 297 MB]
Segons el comunicat oficial, aquesta actualització serveix per deixar l'experiència dels usuaris encara més agradable i fluida.
Versió 1.46 (llançada el 27 d'abril de 2017)
Efectua canvis menors no detallats. Va tornar a sortir l'actualització el 5 de setembre de 2017 arreglant un problema en què el manual electrònic no es mostrava correctament.
Versió 1.47 (llançada el 7 de novembre de 2017)
S'han efectuat canvis menors i s'ha retirat qualsevol funcionalitat relacionada amb Miiverse degut al seu tancament.

## Super Mario Maker for Nintendo 3DS
Nintendo va anunciar durant Nintendo Direct l'1 de setembre de 2016 una versió de Super Mario Maker (Wii U) per a la Nintendo 3DS, que va ser llançat el 2 de desembre de 2016 (1 de desembre al Japó) i porta els mateixos recursos i temes visuals per a crear nivells que la versió de Wii U, però té un sistema de compartiment local i mitjançant StreetPass. Va ser rellançat com a part de la línia Nintendo Selects, a Europa el 29 de juny de 2018, a Austràlia el 2 de novembre, a Corea del Sud el 29 de novembre i a Amèrica del Nord el 4 de febrer de 2019.

### Diferències
El joc ve amb cent nivells preinstal·lats, que ofereixen desafiaments especials com "Reculli totes les monedes" o "Derroti tots els enemics"; completant-los es guanyen medalles per tenir accés a nivells recomanats per Nintendo de la versió de Wii U a la consola. Amb aquesta versió no es podrà transformar en Mario en vestit especials. Serà possible compartir nivells no finalitzats amb altres jugadors localment i col·laborar per acabar-lo, el que farà que el nivell es marqui amb un icona especial. Els jugadors es podran connectar internet per jugar al mode 100-Mario Challenge, on es poden provar jocs creats amb la versió de Wii U. També es podrà accedir a la llista de nivells recomanats de la versió de Wii U, encara que alguns nivells complexos podrien no estar disponibles. El joc inclou un tutorial per crear nivells presentat per l'auxiliar Mary O. i pel colom Yamamura. El joc no té funcions 3D.

### Actualitzacions
Versió 1.02 (llançada l'1 de desembre de 2016 al Japó i 2 de desembre a la resta de regions) [ocupa 20 MB]
Serveixen per desbloquejar els modes Recommended Courses i 100-Mario Challenge, a més de corregir alguns errors i millorar l'experiència dels usuaris.
Versió 1.03 (llançada el 27 d'abril de 2017)
Arregla errors menors no identificats.
Versió 1.04 (llançada el 7 de novembre de 2017)
Arregla errors menors no identificats.
Versió 1.05 (llançada el 23 de març de 2021)
Arregla un problema involucrat amb StreetPass.

### Recepció i vendes
Segons dades de l'institut Media-Create, al Japó es van vendre 162.180 còpies de Super Mario Maker for Nintendo 3DS durant els seus tres primers dies a la venda (de l'1 al 4 de desembre de 2016), el que correspon a gairebé el 50% de l'estoc enviat per Nintendo a les botigues; el joc va ocupar el tercer lloc al seu rànquing setmanal.

### Màrqueting
La Nintendo UK Store, botiga oficial de Nintendo al Regne Unit, va oferir un regal a elecció per a la reserva del joc, o bé un paquet més car amb una New Nintendo 3DS XL Taronja i Negre, el joc, una funda i uns imans. També al Regne Unit, a la botiga Game estava disponible un conjunt d'imans; a Argos s'oferia un pòster doble, i als Smyths Toys, fermalls temàtics. A Espanya també van oferir ítems de reserva: a Amazon, Fnac o Game donaven un drap temàtic per netejar les pantalles de la consola, i a Game també regalaven samarretes amb el Mario Constructor.

## Desenvolupament
| Director    | Yosuke Oshino                        |
| Productor   | Takashi Tezuka                       |
| Dissenyador | Yoshitaka Yamashita                  |
| Compositor  | Koji Kondo Naoto Kubo Asuka Hayazaki |
| Referències | [ 65 ]                               |

Captura de pantalla del joc (en la build final i en castellà) mostrant un nivell amb l'estil gràfic de Super Mario World (SNES, 1992). A la imatge els Marios d'ombra que es poden comprovar són el recorregut que ha fet el jugador abans, i apareixen amb la intenció d'editar el nivell de la manera més satisfactòria possible per no minvar la impossibilitat de completar-lo.

En una entrevista a Engadget, Shigeru Miyamoto havia mostrat interès a desenvolupar un joc de Mario generat per l'usuari, almenys des de 2009, citant les sèries Mario vs. Donkey Kong i Flipnote Studio com a exemples de productes de Nintendo, ja que ofereixen aquest contingut per a demostrar com d'oberta és la idea.
A data de 6 de juny de 2014, una suposada imatge (borrosa) revelada per Nintendo Enthusiast sobre l'estand de Nintendo en l'E³ 2014 al Los Angeles Convention Center indica que la companyia anunciaria "Mario Maker" a una de les seves plataformes actuals, Wii U o 3DS.
El joc es va anunciar en el Nintendo Digital Event del 10 de juny de 2014 de forma oficial, així com noves imatges i vídeos. amb data de llançament de principis de 2015. Es va mostrar un vídeo molt curt en què Shigeru Miyamoto i Takashi Tezuka jugaven a Mario Maker junt amb alguns infants.
El productor Takashi Tezuka va obrir la possibilitat a nous estils gràfics del joc, incloent alguns no basats en Mario (també ho va fer Nintendo of America), així com a fer música a l'estil Mario Paint (quelcom que el compositor Koji Kondo va desmentir mesos més tard) i a compartir els nivells en línia. També va considerar bona idea un possible mode multijugador aprofitant que al GamePad s'hi mostra una imatge diferent, arran d'una pregunta d'un periodista, així com un possible port per a la Nintendo 3DS segons l'acollida del joc a Wii U i si funcionaria de similar manera (un port que es va acabar anunciant el setembre del 2016). Es va explicar en el Nintendo Treehouse Life @ E3 que el xampinyó que fa que en Mario es torni Super Mario i s'aprimi va ser un error de programació.
Aquest editor de nivells en realitat va començar com un programa de formació per als desenvolupadors, facilitant i agilitzant el procés de creació de les fases. Això és el que el mestre Shigeru Miyamoto va revelar en una entrevista amb Entertainment Weekly, on el creador de Mario també va confessar haver tingut una mena d'afinitat amb editors de nivells, ja que en època de Super Mario Bros. 3 (NES, 1991), es feien els nivells sobre paper. La idea principal era crear una seqüela de Mario Paint.
El productor Takashi Tezuka va dir en una entrevista que no creu que Mario Maker afecti a l'èxit de futurs i actuals jocs de la sèrie, principalment a causa de factors com ara el sistema de progressió d'aquests jocs, i trobades amb caps creatius, que certament no podria reproduir satisfactòriament en un editor com Mario Maker. També va dir en la mateixa revista que el seu objectiu és estimular la imaginació dels jugadors, fent-los capaços de crear etapes de la sèrie Super Mario de diverses formes possibles, el límit de la seva creativitat, i en part també a les instruccions que s'hi inclouen, així com que tindrà un servei online de compartiment de nivells dins el propi joc i no per separat a les xarxes com YouTube, ja que els usuaris voldran valorar-los. Shigeru Miyamoto va dir que tot això va inspirar la creació de Super Mario Maker.
Shigeru Miyamoto va presentar durant les The Game Awards del 2014 un tràiler del joc, en el qual ell indicava els seus projectes d'aquell moment i un tràiler de Mario Maker, revelant nous elements a fer servir i l'ús dels quatre estils que s'acabarien implementant. El director de Super Mario Bros. 2, Kensuke Tanabe, va lamentar l'absència del seu joc. El 2 d'abril de 2015, en un Nintendo Direct, es mostra un vídeo demostratiu d'un nivell de Mario Maker, i la data de llançament de setembre a tot el món.
Nintendo of America va estrenar el lloc web del "30è aniversari de Super Mario Bros.", que provisionalment comptava amb un tràiler d'aquest joc i un missatge de Nintendo agraïnt tot l'afecte que ha rebut en Mario fins ara. La Nintendo japonesa també ha publicat la seva versió del web. El codi font de la pàgina (accessible amb el botó dret del ratolí) amaga un ou de Pasqua en la que, cap a l'inici, es mostra l'sprite d'en Mario en 8-bits i el missatge "Thank you!" ("gràcies!"). La pàgina es va actualitzar el 30 de maig amb la secció "History" que inclou un vídeo dels jocs de plataformes Super Mario. A més, va sortir la mateixa pàgina als webs europeus i americans.
A les grans competicions Nintendo World Championships 2015 es va veure el joc amb una nova art, logotip i nom: Super Mario Maker. El joc va canviar de nom per fer prevaler la seva "injecció extra de potència" afegint el "Super", a més que per no confondre els usuaris que pensin que poden fer qualsevol joc de Mario (ja que només fa de Super Mario). A l'E³ es va anunciar per sortir l'11 de setembre a Occident. Es va dir que no es va poder coincidir amb el 13 de setembre, data de l'estrena japonesa de Super Mario Bros., perquè els llançaments surten els divendres. L'actualització de la pàgina web europea a finals de juny va confirmar que el joc vindria amb 100 jocs pre-creats per desenvolupadors de Nintendo. Tant Nintendo of Europe com Nintendo of America es van mostrar disposats a promoure aquest joc perquè sigui el més famós de Wii U per al final del 2015, ja que sens dubte ven maquinari, ja que molta gent ha estat esperant un dissenyador de nivells de Mario. Nintendo of Europe va anunciar el 22 de juliol que serien llançades tres edicions del joc: la versió senzilla, l'edició limitada que porta un amiibo Classic Colors Mario inclòs, i el Super Mario Maker Wii U Premium Pack. Més tard ser llançats més tràilers i es van anunciar nous paquets per al Japó. Va ser el mateix dia en què la pàgina web japonesa es va actualitzar amb més detalls i nous paquets. A mesura que s'apropava la data de llançament, es van anar revelant diversos aspectes com la possibilitat d'afegir enemics dins blocs d'interrogació, efectes sonors, ous de Pasqua basats en Mario Paint i en la pantalla d'inici, vestits Costume Mario, l'auto-scrolling i una comunitat a Miiverse (privada des del 14 d'agost)
Nintendo va obrir la reserva i la pre-descàrrega de Super Mario Maker en format digital a la eShop americana, canadenca o mexicana de Wii U el 13 d'agost de 2015. A l'efectuar la compra, ja es podrà baixar la major part dels fitxers necessaris per carregar el joc, mentre que la resta d'arxius sortiran l'11 de setembre. Els compradors també tenen garantida la seva còpia del llibre d'arts oficials del joc, que porta alguns consells perquè els jugadors puguin explorar plenament les infinites possibilitats del mode Create. És possible també optar per la versió digital del llibret, en format PDF, per baixar a l'ordinador, que així com la versió física, l'11 de setembre. Coincidint amb el llançament del joc, es va anunciar el primer DLC del joc i va sortir la primera actualització.
Takashi Tezuka va explicar que els gràfics de Super Mario Maker estan totalment basats en New Super Mario Bros. U per evitar una possible inadaptació per part dels jugadors acostumats a videojocs més moderns. Tezuka també va explicar a Fortune la decisió del desbloqueig progressiu d'eines de creació de nivells, dient que era una aposta per a la familiarització de part del jugador i amb l'augment progressiu d'idees del joc que no que apareguin del cop i que "el jugador no es diverteixi tant". Els productos també van dir que la inspiració per crear els Costume Mario va ser improvisada, venint d'una proposta dels dissenyadors gràfics per incloure animacions 8-bit de personatges (que no havien de ser d'amiibo en un principi) al joc. També van explicar que els cursors d'animals provenen de les mascotes dels desenvolupadors, en concret de Tezuka ve el gat i de Yamashita ve el gos. La idea per a fer Super Mario Maker, segons els productors van explicar un cop estrenat el joc, va venir d'una iniciativa dels alts càrrecs de Nintendo oferint-los joguines per analitzar quines volen utilitzar i quines no, creant una llista de 160 formes diferents de joc. Tezuka "volia fer més que una joguina", i va explicar que no li importava que Super Mario Maker tingués "coses estranyes", ja que el seu objectiu és que perduri al cap de les persones. Tezuka va demanar que s'afegís al seu personatge preferit Yoshi, perquè s'ho mereixia.
El 12 de setembre de 2015, Shigeru Miyamoto va dir a una entrevista a la revista Time que un possible "Super Mario Maker 2" dependria dels comandaments de la propera consola, ja que amb Super Mario Maker es té com a avantatge el Wii U GamePad. Els primers rumors van començar a aparèixer l'abril del 2016, i el 13 de febrer de 2019, Super Mario Maker 2 va acabar essent anunciat per a la Nintendo Switch.
El 25 de novembre del 2020, Nintendo va anunciar que deixaria d'estar disponible l'opció de penjar nivells a la plataforma el 31 de març de 2021. El joc va ser retirat de la eShop el 12 de gener de 2021.

## Recepció

### Crítica
Super Mario Maker ha estat aclamat per la crítica especialitzada, fins ara la mitjana general de notes enregistrades per Metacritic és de 89 punts i a GameRankings el nombre és semblant, de 89,17%.
Amb un 100/100, GamesBeat diu que posa la seva incomparable artesania en qualsevol element del joc perquè estima en Mario per tot el que pot fer. Nintendo Life, amb 10/10 estrelles, diu que la interfície gràfica d'usuari, la creativitat de les eines que alimenten la imaginació del jugador i la pulcredat en general són un testimoni dels esforços de l'equip de desenvolupament, i afegeix que, tant si es crea, s'explora o es juga només, Super Mario Maker ofereix una experiència excepcional. usGamer, amb un 5/5 dient que tant si s'és un estudiant seriós del disseny de nivells, com si es volen matar uns minuts amb les creacions dels amics, o un entusiasta del disseny, l'usuari trobarà alguna cosa per enamorar-se de Super Mario Maker.
Amb un 9,5/10, God is a Geek conclou que "és magnífic, és esbojarrat, i diverteix i marcarà un somriure a qualsevol." Amb la mateixa nota, Polygon diu que ha rebut un munt de diversió jugant amb Super Mario Maker, però per la manera en què s'ha desenvolupat aquesta nova apreciació per qualsevol que ja coneixia la vida [de l'analista] ha estat el major assoliment del joc". EGM, amb la mateixa nota, rebutja el concepte del "millor creador de nivells" i assegura que és "curt en contingut", encara que tingui "un munt de joc, sigui fàcil de jugar, sigui divertit i estigui ple d'ous de Pasqua", i "esperi què farà la comunitat".
Game Revolution, amb 4,5/5, diu que "els problemes del Course World només són defectes de menor importància en un joc d'una altra manera fantàstica. Super Mario Maker captura l'alegria infantil de veure un joc en l'acció i es preguntava el que seria com per crear un." Amb un 9,0/10, 3DJuegos diu que és "més que un videojoc, i la millor manera d'entendre la història de la saga. Profund i accessible, aquest no és el joc de Mario que esperàvem, però és definitivament una impressionant sorpresa". Amb un 9/10, Game Informer diu que és simple sense ser dens i sobreple, i que les seves capacitats "són limitades comparades amb altres jocs de creació, ja que només es poden crear videojocs de plataformes, però mai xocarà en termes de creativitat, i estarà constantment sorprès pel treball dels altres." GamesRadar+ amb la mateixa nota diu que és Super Mario Maker és una brillant caixa de joguines que et dona tot el que necessitis per fàcilment crear i enviar fantàstics nivells. IGN remarca la comunitat en línia, i la virtual meta de desafiaments per a venir. GameSpot, amb la mateixa nota, diu que "el joc no necessàriament en tornarà en el proper Shigeru Miyamoto, però almenys es pot provar una mica d'aquesta màgia cada vegada que es puja una nova creació".
Hobby Consolas, amb un 89/100, diu que és "fàcil de crear i divertit per a jugar", i "que no arriba al seu potencial màxim perquè li manca multijugador i altretalls", però "no és clar a on s'acaba la diversió amb milers de bons nivells basats en els millors Marios 2D".
Nintendo World Report, amb un 8/10, en canvi, diu que Super Mario Maker és en una etapa primerencia en el món del desenvolupament de jocs per a Nintendo, i li aradaria veure grans jocs fascinants com aquests encara que no estiguin basats en Mario. Destructoid, amb un 8/10, diu que és una encantadora petita eina de creació, però "està segur que els fans faran grans nivells per als anys vinents. No obstant, sembla una mica més constret en comparació amb el que ha de ser", i "està en extrema necessitat d'actualitzacions o DLC per mantenir-lo en vida".
La nota més baixa registrada, de Metro GameCentral, de 7/10, assegura que "si s'accepten aquestes 'limitacions intencionals' aquest és un dels més satisfactoris intents que crear els mateixos jocs sigui tan divertit com jugar-los".
La revista Fortune va recollir l'opinió d'alguns analistes quant a la pregunta sobre si Super Mario Maker podria salvar la Wii U, i ho dubten, però estan segurs que Super Mario seguirà sent una aposta segura.

### Vendes
El joc va ser el vuitè més descarregat a la eShop americana el 19 d'agost de 2015, el tercer a 26 d'agost de 2015, i el quart a 2 de setembre de 2015.
A la eShop de Wii U japonesa va ser el tercer joc més venut entre el 21 i el 27 de desembre de 2015. També ho va ser del 27 de desembre al 3 de gener de 2016. De l'11 al 17 de gener va ser tercer, així com la setmana del 27.
A la setmana del 12 de setembre de 2015, segons dades de l'institut GFK al Regne Unit, Super Mario Maker va ser el segon videojoc més venut i el més venut dels de Wii U. El 19 de setembre va ser el sisè videojoc més venut en totes les plataformes i el líder als de Wii U. El 26 de setembre va ser l'onzè al general i el líder als de Wii U. El 10 d'octubre va ser desè al general i líder als de Wii U. El 17 d'octubre va ser 13è al general i líder als de Wii U. El 24 d'octubre continuava sent el líder dels de Wii U, així com el 31 d'octubre i el 7 de novembre de 2015.
Nintendo de França va revelar el 16 de desembre de 2015 que al país s'hi van vendre 145.000 còpies de Super Mario Maker.
Del 7 al 13 de setembre es van vendre 138.242 còpies de Super Mario Maker al Japó essent el líder de vendes de videojocs d'aquella setmana. Del 14 al 20 de setembre va ser el segon venent 54.544 còpies, i del 21 al 27 va vendre 52.396 còpies. Del 28 al 4 d'octubre va ser el vuitè venent 30.150 còpies. Del 5 a l'11 va ser el quart venent 24.533 còpies. Del 12 al 18 va ser el tercer venent 21.357. Del 19 al 25 va ser el quart venent 15.817 còpies.
El 17 de setembre es va donar a conèixer que un milió de nivells es van enviar als servidors de Nintendo. A data de 30 de setembre es va fer públic que més d'un milió d'unitats de Super Mario Maker s'han venut a tot el món, i es van enviar 2.2 milions de nivells als servidors de Nintendo que en total es van jugar gairebé 75 milions de vegades. Segons un missatge publicat per Nintendo of Europe al seu Twitter, més de 80 milions de blocs d'interrogació poden ser trobats a tots els nivells actuals del mode Course World a 2 de gener de 2016, i que si cada bloc tingués la mida d'una GameCube, la quantitat de blocs s'estendria formant una reglera de 120 quilòmetres. Nintendo of Europe va publicar al seu perfil oficial de Twitter el 18 de gener de 2016 que més de 160 mil sabates de Goomba s'han utilitzat pels jugadors de Super Mario Maker al món, i que més de 65 mil Stiletto Goomba (els tacons) es poden trobar dins la comunitat, sumant un total de 225 mil peces de sabates.
Segons NPD Group Super Mario Maker va ser el sisè videojoc més venut als EUA durant el setembre de 2015. A l'octubre va ser el desè de la plataforma de Wii U. El 2015 va ser el sisè joc més venut al Japó segons Famitsu amb 674.194 unitats venudes.
Super Mario Maker va vendre fins al 30 de setembre un total d'1,88 milions d'unitats, col·locant-se a la vuitena posició dels jocs més venuts de Wii U.
Segons Tatsumi Kimishima, president de Nintendo, Super Mario Maker, al costat de Splatoon, fou responsable d'haver propiciat un creixement de vendes de la Wii U a Europa i als Estats Units el 2015, ja que, en una mica més de quatre mesos al mercat, el primer sandbox de plataformes de Mario ja va vendre 3,34 milions de còpies, més de 6,2 milions de diferents nivells es van crear, i el joc ja portava prop de quatre milions de sessions de joc.
Nintendo va constatar el 17 de maig de 2016 que, de Super Mario Maker, ja s'havien venut 3,5 milions de còpies, s'havien creat 7,2 milions de nivells, i dels quals ja s'havien jugat 600 milions de cops.

### Prellançament
El blog Mario Party Legacy va poder provar el joc en l'E³ del 2014 i va fer la següent conclusió: "Mentre que el joc va mostrar un gran potencial encara hi ha algunes característiques que seria una addició benvinguda al producte final. Tenir la capacitat de canviar els gràfics és l'omissió més flagrant. També més tipus d'enemics (la demo es limitava a 4 tipus bàsics) i els elements d'escenografia. Dit això, Mario Maker té l'oportunitat de ser alguna cosa especial, si es posa en marxa amb una interfície en línia que permet als nivells que es comparteixin fàcilment.". També es va comentar que rebria reaccions negatives en ser un videojoc físic.
A només tres dies d'estrenar el mercat de jocs japonès, el joc Super Mario Maker va garantir, per la primera vegada des que es va anunciar, el seu lloc al top 30 de jocs més desitjats al Japó, segons una enquesta duta a terme per Famitsu juntament amb els seus lectors. El nombre de vots conquerit, no obstant, va estar bastant modest (90 vots; 23a posició).

### Premis i nominacions
Mario Maker va estar nominat a 25 de juny de 2014 a la categoria de "Millor Joc Social/Casual" dels Game Critics Awards 2014, que des de fa 10 anys, després de l'E³, premien els jocs oferts en aquesta exposició, formada per Destructoid, Game Informer, IGN, Joystiq, Polygon, Wired.com, etc. Mario Maker va guanyar aquesta categoria quan es van revelar els guanyadors el 2 de juliol.
Amb el tancament de l'E³ 2014, el lloc IGN va reunir al seu equip per triar quins eren els millors jocs que apareixeren en l'esdeveniment, i Mario Maker va ser escollit "Millor Videojoc de plataformes".
A l'E3 2015 IGN el va nomenar a les categories de "Joc del Xou", "Millor Plataforma" i "Millor Joc de Wii U".
Super Mario Maker va ser triat a les categories de "Millor Videojoc de Consola" i "Millor Videojoc Família/Social" de les Game Critics Awards 2015, que elogien als millors jocs de l'E3. Va guanyar a la segona categoria.
Super Mario Maker va ser triat a les categories de "Millor Joc de Wii U", "Millor Joc en Família" i "Millor Joc Casual/Social/Online" a les Gamescom Awards 2015. Finalment va guanyar a les categories de "Millor Joc de Wii U" i "Millor Joc Casual/Social/Online".
A les "The Game Awards" del 2015 Super Mario Maker s'ha nominat a les categories de "Joc de l'Any", "Joc Familiar de l'Any i "Millor Creació dels Fans" (en aquest últim cas per uns nivells creats per uns usuaris que recorden als de les targetes e-Reader de Super Mario Advance 4: Super Mario Bros. 3). Nintendo hi concorre com a "Millor Desenvolupadora". Finalment va guanyar a la de "Joc Familiar de l'Any".
La revista Time va nomenar Super Mario Maker el sisè millor videojoc del 2015. Segons Los Angeles Times és el desè. Segons Amazon.com, i la revista Wired és el millor videojoc del 2015.
Va ser un dels 50 millors jocs del 2015 segons la revista nord-americana Game Informer.
Organitzada per l'Acadèmia d'Arts i Ciències Interactives (AIAS), la 19a cerimònia de premiació sobre videojocs DICE Awards va ser realitzada el 18 de febrer a la Mandalay Convention Center a Las Vegas (EUA), i es va revelar que Super Mario Maker aspirava "Joc Familiar de l'Any". Definitivament Super Mario Maker va guanyar a aquesta categoria, l'única en la qual Nintendo va estar premiada.
El 19 de març de 2015 a Hilton Austin, a la ciutat d'Austin (EUA) tindria lloc la tercera edició del SXSW Gaming Awards, una cerimònia que és un dels punts alts de l'esdeveniment SXSW Interactive, o South By Southwest, al mateix municipi entre l'11 i el 20 de març; així doncs, se'n publicà llista de nominats, entre els quals es troba Super Mario Maker en "Excel·lència en Disseny".
El sandbox Super Mario Maker va estar nominat a "Joc Preferit" a la cerimònia Kids Choice Awards, que s'emetí el 12 de març de 2016 a la cadena nord-americana Nickelodeon.
A les NAVGTR Awards 2016, organitzades per The National Academy of Video Game Trade Reviewers, el joc està nominat a les categories "Disseny de control 2D o 3D limitat", "Enginyeria del joc", "Ús del So, Franquícia" i "Joc de Franquícia Familiar".
A les BAFTA Game Awards del 2016 Super Mario Maker va estar nominat a la categoria de "Família".
El joc va guanyar les categories de "Premi per Innovació" i "Premi per Excel·lència" a les Famitsu Awards 2015.
El joc va rebre el "Premi per Excel·lència" als Japan Game Awards del 2016.

### DLC
El contingut addicional mostrat en aquesta secció no és res més que nivells especials i oficials de Nintendo afegits al mode "Event Courses", que pot contenir o no diversos "Costume Mario".
- La guineu Necky, mascota de la revista japonesa Famitsu, va ser el primer DLC confirmat com a Costume Mario per a Super Mario Maker.[116] Per concórrer al codi de descàrrega els participants hauran de jugar a un nivell construït per l'equip editorial de la revista, que serà triat (per jurat de Nintendo) entre els de quatre redactors.[183] El nivell ("Yoshi is Awesome!")[184] va sortir el 12 de novembre de 2015 al Japó.[185]
- El presentador i humorista Shinya Arino (dels programes japonesos Game Center CX es transformarà en personatge de Super Mario Maker al Japó. Per baixar aquest DLC, els usuaris del joc hauran de vèncer als nivells creats per Arino durant l'esdeveniment NicoNico Chokaigi a l'abril de 2015, que va portar la participació del mestre Shigeru Miyamoto; aquests nivells estan disponibles a les còpies de Super Mario Maker[186] el 4 de novembre amb l'actualització 1.20.[187]
- El tercer DLC de Super Mario Maker en forma de Costume Mario serà el de la versió d'en Mario als manga Super Mario-kun, que es venen al Japó des del 1991 juntament amb la revista CoroCoro Comic, dibuixats per Yukio Sawada. A més, la nova versió de la revista revista CoroCoro va revelar que un nivell fet per Yukio Sawada (utilitzant el tema de New Super Mario Bros.) va estar disponible per a descarregar a les còpies japoneses de Super Mario Maker el 6 de novembre de 2015.[188][185]
- Dos nivells que desbloquegen els Costume Mario de Mario Felí i Peach Felina van sortir a la secció "Event Courses" de franc l'11 de novembre de 2015.[189]
- El 27 de novembre en va sortir un basat en NES Remix que desbloqueja el Costume Mario de Frog Mario.[190]
- Un Event Course desenvolupat per AlphaDream que inclou un Costume Mario del trio Paper Mario, Mario i Luigi va ser llançat el 3 de desembre de 2015 amb motiu del llançament de Mario & Luigi: Paper Jam Bros..[191]
- Un Event Course que porta com a principal atractiu el fet que permet desbloquejar un Course Mario d'en Mario amb un Mercedes-Benz GLA, a l'estil de la campanya del 2014 per a Mario Kart 8, va sortir el 9 de desembre de 2015.[192][193]
- Un Event Course anomenat "Ma Rio Hills" que porta un Costume Mario del personatge Felyne, de Monster Hunter, el 16 de desembre de 2015.[194]
- Un Event Course anomenat "Nintendo Badge Arcade" que porta un Costume Mario del personatge Sales Bunny, el 18 de desembre de 2015.[195]
- Un Event Course que porta un Costume Mario del Captain Toad (que no pot saltar a la versió europea),[196] el 25 de desembre de 2015.[197]
- Un Event Course basat en NES Remix que porti el Costume Mario de Birdo, el 31 de desembre de 2015.[197]
- Un Event Course basat en NES Remix que porti el Costume Mario d'Excitebike, el 31 de desembre de 2015.[197]
- Un Event Course amb el Costume Mario del colom Yamamura, el 13 de gener de 2016.[198][199]
- Un Event Course amb el Costume Mario de Princesa Daisy, el 15 de gener de 2016.[200][201]
- Un Event Course anomenat "Paranormal Research",[202] amb el Costume Mario del Professor E. Gadd, el 4 de febrer de 2016.[203]
- Un conjunt de quatre Event Courses per a les finals del concurs "King of Course Creators" a l'esdeveniment japonès Tokaigi Game Party 2016, llançats també el 4 de febrer de 2016.[204]
- Un parell d'Event Courses inspirats en el manga Nisekoi: "Nisekoi: Chitage & Kosaki" i "Nisekoi: Tsugumi & Marika"; el primer d'ells porta un Costume Mario de la protagonista Chitogi Kirisaki.[205]
- Un Event Course amb el Costume Mario de Barbara the Bat, personatge de la saga Daigasso! Band Brothers, que va sortir el 26 de febrer de 2016.[206]
- Un Event Course, anomenat "Secrets of Statue Mario", amb el Costume Mario de Statue Mario, que va sortir el 4 de març de 2016.[207]
- Un Event Course, anomenat "Lunch Time",[208] amb el Costume Mario de Mary O. (Mashiko al Japó) (auxiliar del joc i de l'aula de creació de nivells amb Yamamura), que va sortir el 9 de març de 2016.[48]
- Un Event Course, anomenat "Twilight Princess HD", amb el Costume Mario de Wolf Link + Midna o Link, que va sortir el 10 de març de 2016.[209]
- Un Event Course, anomenat "♩ Yu Ayasaki's Big Adventure! ♩", amb el Costume Mario de Yu Ayasaki, personatge de la saga Daigasso! Band Brothers,, que va sortir el 18 de març de 2016.[210]
- Un Event Course, anomenat "Toadette: Treasure Tracker", amb el Costume Mario de Toadette, que va sortir el 18 de març de 2016.[211][49]
- Un Event Course amb el Costume Mario de la banda Babymetal, que sortirà el 28 d'abril de 2016.[212]
- Un Event Course, anomenat "Popo & Nana's Climbing Challenge", amb el Costume Mario dels dos Ice Climber, que va sortir el 12 de maig de 2016.[213][214]
- Un Event Course, anomenat "Hello Kitty & My Melody", amb el Costume Mario de Hello Kitty i My Melody, que va sortir el 27 de maig de 2016.[215][216]
- Un Event Course, anomenat "Shaun's Mossy Mole Mischief", amb el Costume Mario d'el xai Shaun, que va sortir el 3 de juny de 2016.[217][218]
- Un Event Course, anomenat "Squid Sisters vs. Bloopers", amb els Costume Mario de Callie i Marie, personatges de Splatoon, que va sortir el 8 de juliol de 2016.[219][220]

En una entrevista al web Polygon, el productor Takashi Tezuka i el director sènior Yoshikazu Yamashita van assegurar que pretenen llançar més DLCs relacionats amb el públic occidental, que si es tracta de celebritats la col·laboració hauria de ser de franc i que si se'n fa de persones cèlebres dins de Nintendo pot ser que no tothom les conegui.

### Màrqueting
A la seva enquesta (publicada a finals de gener de 2016) objectiu del qual volien saber els cinquanta jocs amb més impacte del 2015, en concret llançats entre el setembre i el 31 de desembre, i tenint en compte aspectes de màrqueting utilitzat, la companyia analítica britànica Fancensus, va assegurar que Super Mario Maker era el joc Nintendo més ben col·locat a la llista (onzè lloc).

#### Paquets
- El joc Super Mario Maker inclou un llibre amb idees per crear nivells inserides pels mateixos desenvolupadors. Segons el productor Takashi Tezuka, la intenció de Nintendo és de fer complir el somni de molta gent que volia crear els seus propis nivells de Mario, i ensenyar als jugadors els camins correctes per crear nivells memorables. És ple d'arts conceptuals del joc, dibuixos originals fets per ell i Miyamoto per al gran clàssic de NES, i també té molts òptims consells dels desenvolupadors per crear les fases.[86] El llibret també està disponible en format PDF per als compradors de la versió digital,[223] i a la venda en línia en format físic per als compradors de la versió digital de Super Mario Maker.[224] Algunes de les il·lustracions presents al llibret vindran amb codis que en ser inserits a Super Mario Maker permetran veure curts basats en la pàgina en què aquestes s'han trobat. Tezuka ha dit que una de les principals raons de voler crear aquest llibret era d'oferir quelcom que quedés guardat al cor dels jugadors per a sempre.[225]
- Una edició limitada que porta un amiibo Classic Colors Mario inclòs, que va sortir l'11 de setembre de 2015 a Europa.[105]
- Un paquet especial de Wii U Premium Pack que sortirà l'11 de setembre a Europa, i inclou una còpia física de Super Mario Maker, el llibret amb arts oficials del joc, i també una figura Classic Colors Mario.[105]
- Una Wii U blanca de 32 GB amb Super Mario Maker i el llibret d'arts oficials, que va sortir al Japó el 10 de setembre de 2015.[3] El paquet es va discontinuar[226] a mitjans de juliol de 2016.[227]
- Una Wii U blanca de 32 GB amb Super Mario Maker, el llibret d'arts oficials i l'amiibo Mario Classic Colors, que va sortir al Japó el 10 de setembre de 2015.[3] El paquet es va discontinuar a principis de 2016.
- Una consola Wii U Premium Pack, el joc Super Mario Maker, una figura amiibo Mario Classic Colors, un ninot 8-bit Mario Soft Toy, el llibret d'arts de Super Mario Maker i una samarreta temàtica del joc, a la botiga britànica de Nintendo.[228]
- Un paquet especial de Wii U Premium Pack que va sortir l'11 de setembre de 2015 a les botigues Wal-Mart d'Amèrica del Nord, i inclou una còpia física de Super Mario Maker, el llibret amb arts oficials del joc, i també una figura Modern Colors Mario.[229]

#### Demos a fires
- 15a Japan Expo, que se celebrà entre el 2 i el 6 de juliol de 2014 al Paris Nord Villeprinte Exhibition Centre de París.[230]
- Esdeveniment especial en celebració del 30è aniversari de Super Mario Bros. presentat pel comediant Shinya Arino, de la sèrie nipona GameCenter CX, a l'esdeveniment Nico Nico Chokaigi de finals d'abril de 2015 al Japó.[231] Hi va tenir lloc la presentació de nivells creats per Arino que va jugar Shigeru Miyamoto, tres nivells més i el control d'un nivell ballant.[232]
- Dos dies durant la setmana de l'E3 2015, que tindrà lloc del 16 al 18 de juny, les botigues Best Buy (EUA) permetran als aficionats experimentar una versió demo de Mario Maker. Els esdeveniments es van dur a terme el 17 i el 20 de juny. Els participants van rebre un fermall commemoratiu dels 30 anys de Super Mario Bros., fins a esgotar existències[233] (no obstant, el fermall està a la venda des de mitjans de juny de 2016)[234] Best Buy també oferirà un set de set pins de Mario Maker per aquell qui compri dos jocs de 3DS o Wii U segons una llista.[235] El 3 de juny Nintendo va publicar la llista de botigues seleccionades.[236][237]
- World Hobby Fair '15 dels dies 27 i 28 de juny de 2015; la demo inclou un nivell de l'autor dels manga Super Mario-kun.[238]
- Japan Expo, a principis de juliol a 2015. El creador de Rayman, Michel Ancel, va crear un nivell basat en Pac-Man que Shigeru Miyamoto i Takashi Tezuka van provar allà.[239]
- Hyper Japan Festival 2015, del 10 al 12 de juliol de 2015 a Londres; inclou el desafiament Super Mario Quickfire que consisteix a pujar a l'escenari i enfrontar-se a desafiaments del joc.[240]
- San Diego Comic-Con 2015, del 9 al 12 de juliol de 2015 a San Diego (EUA); al Nintendo Gaming Lounge ("sala de jocs de Nintendo") que es durà a terme paral·lelament a l'hotel Mariott Marquis & Marina, s'hi durà a terme una presentació de part de Nintendo Treehouse i també s'ensenyaran consells per crear nivells, amb l'objectiu de promocionar massivament el videojoc.[241]
- Gamescom 2015, del 5 al 9 d'agost de 2015 a Colònia (Alemanya).[242] Els primers 111 aficionats que van aparèixer vestits de Mario es van endur una figura amiibo i una bossa plena de productes relacionats amb Super Mario Maker.[243]
- L'esdeveniment en línia japonès Nintendo Live, el 7 d'agost de 2015.[244]
- Nintendo va estar duent demos jugables del joc durant els mesos d'agost i setembre a cinc centres comercials del Regne Unit.[245]
- Insomnia 55, del 28 al 31 d'agost al Rocoh Arena, a la ciutat de Coventry (Regne Unit).[246]
- PAX Prime 2015, del 28 al 31 d'agost de 2015 a Seattle.[247]
- GameStop Expo 2015, el 2 de setembre de 2015.[248]
- Legends of Gaming Live 2015, el 5 de setembre a l'Alexandra Palace, a Londres (Regne Unit).[246]
- Festa de llançament al Nintendo World Store, el 12 de setembre.[249]
- Festa de llançament ("Zona de Construcció") a Montreal, Canadà.[250]
- EGX 2015, del 24 al 27 de setembre de 2015 a Birmingham, Anglaterra (Regne Unit).[251]
- Camions GameTrucks que van recórrer els Estats Units durant finals de 2015.[252]
- Esdeveniment "com als 30" per a la comunitat StreetPass UK el 26 de setembre.[253]
- EB Games Expo 2015, del 2 al 4 d'octubre de 2015 a Sydney.[254]
- Esdeveniment itinerant per centres comercials dels EUA, del 23 de novembre al 20 de desembre de 2015.[255]
- Nintendo Caravan Tour 2015 que van recórrer els Estats Units durant el desembre de 2015.[256]
- Game Party Japan 2016, del 30 al 31 de gener de 2016, que portarà un torneig de Super Mario Maker dividit en les categories "Create" i "Play", a partir de nivells creats per altres usuaris.[257]
- Next-Generation World Hobby' Fair, del 23 de gener al 14 de febrer de 2016 a diverses localitats japoneses.[258]
- Tokaigi Game Party, del 30 al 31 de gener de 2016 a Tòquio (va incloure sortejos de jaquetes exclusives).[259]
- Esdeveniment per a nens i adolescents el 30 de març de 2016 a San Franscisco on s'animà a ser creatiu fent nivells amb el joc.[260]

#### Marxandatge
- Una baralla temàtica de Super Mario Maker, estrenada el juny del 2015 a botigues japoneses.[261]
- Samarreta temàtica per als qui van reservar el joc a la botiga britànica de Nintendo.[262]
- Un penjador per a portes per a qui reservés el joc a Amazon Japó.[263]
- La botiga nord-americana GameStop oferia un pòster del joc amb imatges oficials de Nintendo destacant la trajectòria de la sèrie Mario.[264]
- Tot aquell que va fer la reserva a qualsevol de les botigues espanyoles que entraven a la promoció rebrien un set d'imans per a la nevera.[265]
- La xarxa de botigues Target va estar oferint un cub de Rubik que destaca l'art d'en Mario constructor com a regal de reserva del joc. També es venia per separat.[266]
- Un parell de calcomanies per al Wii U GamePad creades per Hori que van sortir el 20 d'octubre a Amèrica del Nord.[267]
- El 28 de novembre de 2015 van sortir unes cobertes intercanviables per a New Nintendo 3DS al Japó mostrant les versions 8-bit de diversos personatges Nintendo. La parella es va vendre per separat i dins un paquet de la consola.[268] A Europa va sortir un dia abans i només individualment.[269]
- Decoracions nadalenques temàtiques basades en els quatre estils triables a Super Mario Maker van estar disponibles durant el Divendres Negre del 2015 al GameStop americà.[270]
- El "Builder Mario" va ser llançat en forma de figura articulada al Japó segons el web de la fabricant Taito, que, llicenciada per Nintendo, sortí el 25 de febrer de 2016, i incloent articulacions a les mans, peus i coll, i amb miniatures del casc amb la lletra "M" estampada i el martell de construcció.[271]

#### Portals online
Nintendo of Europe va publicar un portal anomenat "Clase de creación de niveles de Super Mario Maker", on un colom blau amb cap verd amb la insígnia d'en Mario al pit anomenat Yamamura ensenya a Mashiko, la col·lega del manual d'instruccions del joc, alguns consells per fer millorar el seu nivell que ell ha avaluat, i aspectes que creu ell que són erronis. El primer capítol va ser publicat l'11 de desembre de 2015, el segon va ser publicar el 27 de desembre, el tercer, el 26 de gener de 2016, el quart, el 13 de febrer de 2016, i el cinquè, el 21 de març de 2016.
Conforme l'anunciat el 13 de novembre de 2015 en una transmissió Nintendo Direct, un portal online accessible des de qualsevol dispositiu (incloent el mateix programa, el que agilitza la tria de nivells per després jugar-los posteriorment) serà llançat el 22 de desembre de 2015 per facilitar la recerca a la comunitat de nivells en línia de Super Mario Maker. Aquest portal estarà sincronitzat gràcies al Nintendo Network ID amb la seva Wii U, i les dades dels nivells que s'han marcat com a preferits seran automàticament enviats a la seva consola, permetent que pugui jugar-hi ràpidament a l'iniciar Super Mario Maker. Accedint al portal "Super Mario Maker Bookmark" és possible buscar nivells creats per altres usuaris de diferent maneres: de forma aleatòria triant els més populars, a més de diferents rànquings, o amb filtres específics (tema visual, dificultat, regió, etc.). A mitjans de gener de 2016 es va afegir la possibilitat de filtrar els nivells recomanats per Nintendo per nivell de dificultat, segons les categories Easy ("fàcil"), Normal, Expert i Super Expert. El portal va tancar el 13 de gener del 2021.

#### Altres
Un grup de nens seleccionats pels Children Technology Reviews (organització que s'especialitza en l'anàlisi de productes de tecnologia als nens) va tenir l'oportunitat d'aprendre a editar etapes a Mario Maker en l'E³ 2014 per Shigeru Miyamoto, el productor Takashi Tezuka (responsable de títols de la sèrie New Super Mario Bros.), Tsunekazu Ishihara (president de The Pokémon Company), i Bill Trinen (director de màrqueting de Nintendo of America), on els nens també van jugar a Pokémon Art Academy, Pokémon Omega Ruby and Alpha Sapphire i Fossil Fighters: Frontier (anunciat en l'E3), tots per a 3DS. Un dels nois presents van tenir l'oportunitat d'aconseguir autògrafs de Miyamoto i Tezuka en el guix que envoltava el braç. L'esdeveniment també va comptar amb la distingida presència d'en Mario. Shigeru Miyamoto fins i tot va provar alguns dels nivells difícils fets pels nens, però sembla haver trobat dificultats en l'avanç per a ells.
En un vídeo musical publicat per Nintendo el 25 de juny, el Mii de Shigeru Miyamoto puja a l'escenari per promocionar el seu nou joc Mario Maker a Tomodachi Life de 3DS.
El joc apareix en multitud de vídeos de l'E³ 2015, com en un capítol del webshow oficial americà Nintendo Minute i altres episodis del mateix webshow sota el nom "Super Mario Maker Sup-tember" destacant aquest joc, com per exemple alguns nivells creats per la comunitat, durant el setembre de 2015. Per compaginar-ho durant l'octubre Nintendo of America va anar publicant al seu Twitter recomanacions d'un parell de nivells per a cada dificultat, així com altres recomanacions al seu web oficial americà i per a Halloween. A més, Nintendo del Regne Unit va anar transmetent vídeos en directe durant unes setmanes de l'agost i del setembre, i una d'elles va portar com a convidats a Playtonic Games, desenvolupadora indie formada per ex-desenvolupadors de Rare, o bé a Charles Martinet, doblador de personatges de Mario. El 10 de setembre el departament de localització de jocs de Nintendo of America, Treehouse, va dur a terme una transmissió mostrant consells per a crear nivells. El desembre serà transmès un programa especial a la televisió japonesa mostrant nivells de jugadors. Nintendo del Regne Unit també va publicar una sèrie de cinc vídeos mostrant nivells creats per desenvolupadors indie. El novembre Nintendo of America va llançar un vídeo amb nens com a presentadors.
Nintendo of America va col·laborar amb Facebook perquè durant el juliol de 2015 empleats de la companyia fessin una hackató perquè surti un nivell que aparegui a la versió final del joc. Ho va promocionar, entre altres maneres, amb una sèrie de vídeos mostrant els nivells finalistes i el guanyador.
Super Mario Maker també apareix en diversos anuncis publicitaris per la televisió i impresos. Nintendo ha promès fer una intensa campanya de màrqueting durant el 2015 i el 2016. Un Gerent de Màrqueting de Nintendo per a l'Amèrica Llatina va explicar que Super Mario Maker es mereixia aquesta àmplia campanya perquè era una "celebració gran", adreçada "tant per a adults com per a nens".
Nintendo of America va llançar l'1 de setembre el Super Mario Maker Super Creator Challenge, que reunia cinc populars productors de vídeos de YouTube competint pel títol de "Super Creador" a Super Mario Maker. El concurs funciona així: els jugadors Jessica Marzipan i Hector Navarro (Geek & Sundry), Meghan Camarena (Strawburry17), Matthew Patrick (The Game Theorists), Justine Ezarik (iJustine) i Jirard Khalil (That One Video Gamer) han de crear un nivell a Super Mario Maker, i l'espectador ha de triar el millor nivell creat. Nintendo publicà els cinc nivells l'endemà a través del seu canal de YouTube, i era possible votar el seu preferit només donant un "m'agrada" (polze cap amunt) al vídeo corresponent; la votació es va realitzar entre els dies 2 i 9 de setembre, i el grup guanyador, és clar, serà aquell que rebi més vots positius. Val a dir que aquesta no és l'única campanya entre "YouTubers", ja que Nintendo Portugal en va fer una semblant però "volent el contrari".
Es va anunciar que l'11 de setembre de 2015 sortirien a les botigues GameStop nord-americanes els comandaments Wii Remote Plus de Bowser i Toad per coincidir amb el llançament del joc. Val a dir que aquests comandaments van sortir al Japó a finals de març de 2015 i a Europa el 20 de novembre.
Un tema per al Menú HOME de Nintendo 3DS basat en Super Mario Bros. va sortir a la botiga de temes japonesa. També van sortir pins temàtics, incloent d'elements de Super Mario World, per a la versió americana del Nintendo Badge Arcade (3DS eShop, 2015) el desembre de 2015 i el gener de 2016.
Un escenari de Super Mario Maker va sortir el 30 de setembre de 2015 com a DLC per a Super Smash Bros. (3DS/Wii U).
Se'n va parlar de Super Mario Maker i del 30è aniversari de Super Mario a la webshow The Cat Mario Show, tant a la versió japonesa com a l'europea.
En una sèrie d'esdeveniments al Miiverse nord-americà per celebrar Halloween el 2015, durant uns dies es va proposar el concurs de fer el millor nivell de Super Mario Maker ambientat en aquesta festivitat.
En un capítol del famós programa japonès Game Center CX emès el desembre de 2015, el presentador i humorista Shinya Arino va haver d'enfrontar-se, en directe i durant dues hores, a sessions temàtiques del joc Super Mario Maker.
El desembre de 2015 van sortir al portal Play Nintendo, de Nintendo of America, un conjunt de decoracions nadalenques basades en aquest joc i en molts d'altres.
Nintendo of Japan va obrir el gener de 2016 una pàgina web on és possible utilitzar diversos elements disponibles per crear un fons de pantalla temàtic de Super Mario Maker. Aquesta pàgina va ser llançada a Europa el juny del mateix any.
El web Polygon va anar convidant durant l'abril de 2016 a alguns desenvolupadors a crear els seus propis nivells.
L'eslògan del joc és Anyone can make it. Everyone can play it. ("tothom pot crear; qualsevol pot jugar").

### Controvèrsia
Mario Maker ha estat sovint una font d'especulació com la base de les accions de Nintendo a principis de 2015 en l'eliminació de vídeos de hack ROMs de Super Mario World (SNES), així com partides de speed-run ajudades d'eines (Tool-Assisted Speedrun) dels seus jocs al servei de vídeos japonès Niconico. Probablement amb la finalitat d'eliminar la competència visible a Mario Maker, diversos usuaris de Niconico han vist veure els seus vídeos de hack ROMS amb més de 300.000 visites esborrar-se. Això és probablement en part un seguiment de la seva recent i controvertit Nintendo Creators Program, en què Nintendo i un usuari que publiqui vídeos amb propietat intel·lectual d'aquesta es beneficien amb lucres.
Alguns jugadors de Super Mario Maker van demostrar certa insatisfacció amb relació a la política de retirada de nivells compartits als servidors del joc per haver utilitzat glitches, per promoure spam, per ser poc populars, però, segons un article publicat pel web Kotaku a mitjans de gener de 2016, alguns usuaris van reclamar que els seus nivells s'han eliminat sense raó aparent, és a dir, que en determinats casos estan bloquejats, i no poden ser reenviats pels seus creadors encara que se'n facin canvis. En un dels casos es va eliminar perquè al títol s'utilitzava una abreviació de la paraula "mushroom" amb la intenció de referenciar una pel·lícula, argumentant "relació amb activitat criminal", segurament perquè volia significar alguna altra cosa en un altre idioma (llavors el DLC "Cooooo" què?). En un dels casos, el jugador Parasitex va enviar un correu a l'empresa preguntant sobre un cas seu, i va rebre una resposta demanant qe contactés amb la secció de suport al consumidor, demostrant un cert desapreci amb el tema.